# روتور فولغوغراد
نادي روتور فولغوغراد (بالروسية: ФК Ротор Волгоград) هو نادي كرة قدم روسي، تأسسس في عام 1929 ويقع مقره في مدينة فولغوغراد بروسيا. يلعب حاليا في الدوري الروسي الممتاز.
يلعب الفريق مبارياته الرسمية على ملعب سنترال، قبل أن يتم هدمه من أجل بناء ملعبه فولغوغراد أرينا الجديد، والذي استضاف منافسات كأس العالم لكرة القدم 2018.